# PnB Rock
Rakim Hasheem Allen, de nome artístico PnB Rock, (Filadélfia, 9 de dezembro de 1991 – Los Angeles, 12 de setembro de 2022) foi um rapper, cantor e compositor estadunidense. Ele ficou mais conhecido pelo seu single de 2015, "Fleek" e pelo seu single de 2016, "Selfish", que atingiu o número 51 na Billboard Hot 100 dos EUA. Em 2017, Rock foi escolhido como parte da XXL Freshman Class, em novembro de 2017 lançou o álbum Catch This Vibes.

## Vida pessoal
Allen tinha quatro irmãos, incluindo um com autismo. Allen teve duas filhas, Milan e Xuri, nascidas em 2013 e 2020, ambas com sua esposa Steph Sibounheuang.

## Morte
Em 12 de setembro de 2022, PnB Rock foi morto em um restaurante perto da rua Main Street e Manchester Avenue em Los Angeles, Califórnia, após ser roubado e baleado durante um almoço acompanhado de sua esposa, Sibounheuang.